# Омские казахи
Омские казахи (каз. Омбы қазақтары) ― российские казахи проживающие на территории Омской области. Согласно переписи 2010 года, численность казахов составляет 78 тысяч казахов или 4,1 % от общей численности населения области. На 2018 год их численность составляет 3,4 %, в связи с чем являются второй по численности национальностью Омской области.
Основная масса казахов, проживающих на территории Омской области, принадлежит главным образом к родовым группам племён Среднего жуза: Кереи, Найманы, Кипчаки и Аргыны.

## История
Раннее население Омской области относится к временам до нашей эры.
Появление казахов на территории Прииртышья относится к XIV веку во времена религиозной войны в 1394—1395 годах. Казахи проникали в места расселения сибирских татар в XV веке во времена Абулхаира, когда тот стоял во главе объединения «узбеков» (кочевников, объединявших и казахов) и позднее. В конце XVI века границы казахов в Сибири сомкнулись с границами Русского государства, между ними стали укрепляться посольские связи, оживилась торговля. Путь из Тобольска, Тары в среднеазиатские торговые центры пролегал через казахские степи.
Активно казахи начали заселять территории Прииртышья в XVIII веке. В это время районы северного и западного Казахстана, а также южные районы Западной Сибири подверглись нападению джунгар. Поражения от джунгарских войск приводили казахов к необходимости искать союзников, и часть казахов стала продвигаться на север под защиту Российской империи. В этих условиях и произошло добровольное присоединение к России территорий Среднего и Младшего жузов. После падения Джунгарского ханства часть казахов передвинулась на север и расположила свои кочевья на территории между современными Омском и Усть-Каменогорском.
К началу XX века казахское население на территории Омского Прииртышья распределялось крайне неравномерно, значительная его часть оставалась в пределах Омского уезда. Именно эта, довольно существенная, группа казахов являлась основной базой его расселения по территории Прииртышья.
В связи с установлением советской власти многие казахи перешли с кочевого на оседлый образ жизни.

## Численность
В 1897 году первой всероссийской переписью населения в Омске зафиксировано 100 тысяч человек, из них 40 797 составляли казахи. В 1979 году (по данным переписи) здесь проживали 16,5 тысячи и в 1989 году — 28,4 тысячи казахов.
На территории Омской области казахи проживают преимущественно в Шербакульском (19,9 % населения района), Нововаршавском (16,6 %), Павлоградском (16,6 %) и Русско-Полянском районе (14,26 %).

## Религиозные и национально-культурные организации
Казахи ведут активную общественную деятельность и представлены в различных властных структурах Омской области. В регионе выпускается казахская газета «Казахи Омска», принадлежащая одноимённой общественной организации, вещает казахское онлайн-радио, организованы курсы казахского языка, не забываются национальные традиции.